# 펠릭스 호프만

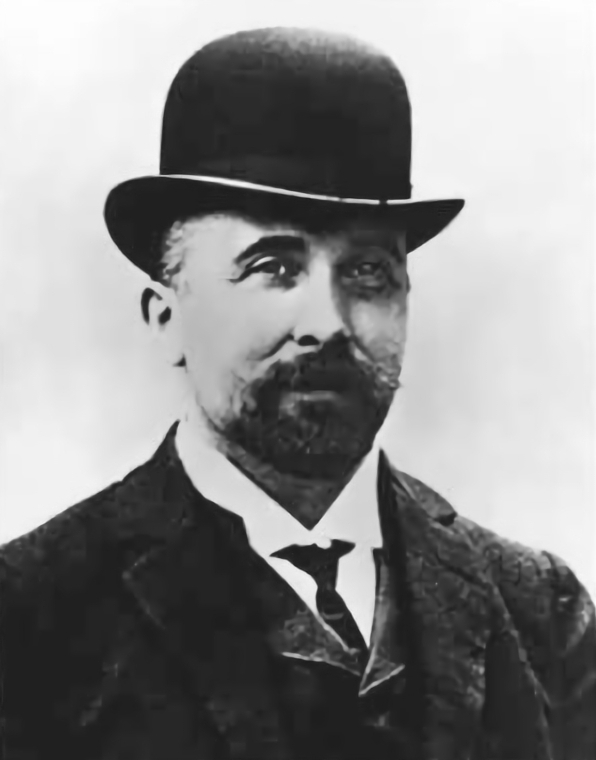
펠릭스 호프만

펠릭스 호프만(독일어: Felix Hoffmann, 1868년 1월 21일 ~ 1946년 2월 8일)은 독일의 화학자이다. 1899년 바이엘 제약회사에 근무하던중 아스피린을 개발하였다.